# Markt (Dornbirn)
Der Stadtteil Markt ist der zentrale Bezirk der österreichischen Stadt Dornbirn (Vorarlberg). Dank seiner Lage im Herzen der Gemeinde wurde er 1902 – nur ein Jahr nach der Stadterhebung – zum Ersten Bezirk der jungen Stadt ernannt. Der Stadtteil grenzt als einziger an alle anderen Bezirke Dornbirns an.
Das Stadtzentrum bildet der von Heimatstilhäusern mit Giebeln und mit der antikisierenden Fassade der Pfarrkirche gesäumte Marktplatz mit Ausdehnung in die entgegengesetzt verlaufenden Straßenzüge der Marktstraße und der Bahnhofstraße.
Auch bevölkerungsmäßig behauptet der Bezirk Markt mit 12.473 Einwohnern (Stand 2012) seine Vorreiterposition in Dornbirn vor dem Bezirk Hatlerdorf. Der Stadtteil Markt galt schon immer als Zentrum und Lebensader der Gemeindepolitik. Nicht nur im Dornbirner Rathaus wurde dabei Politik gemacht, vielfach wurden besonders in früherer Zeit die Geschicke der Stadt von den Wirtshäusern rund um den Marktplatz geleitet.
Im Mittelpunkt des Bezirks befindet sich der Dornbirner Marktplatz, in dessen Zentrum wiederum ist das Dornbirner Stadtwappen eingelassen (von hier aus wird die offizielle Seehöhe der Stadt Dornbirn mit 437 m ü. A. angegeben). Um diesen gepflasterten Platz herum, der mittlerweile zur Fußgängerzone umgewandelt wurde, nachdem jahrzehntelang die Hauptstraße über ihn geführt hatte, kann man viele ältere Bauwerke Dornbirns bestaunen. So etwa das Wahrzeichen Dornbirns, das Rote Haus oder die Stadtpfarrkirche St. Martin.

## Architektur

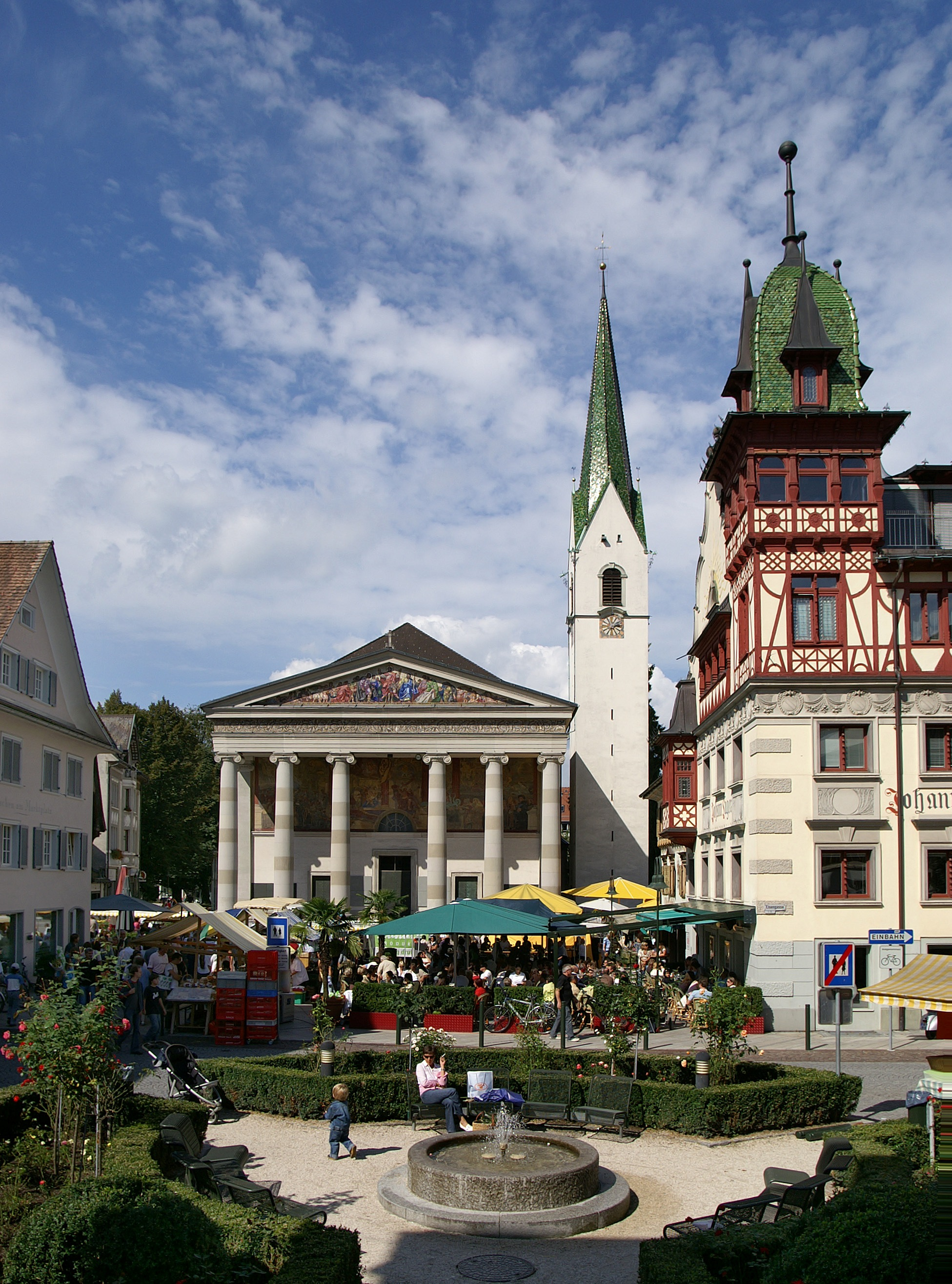
Der Dornbirner Marktplatz mit der Stadtpfarrkirche und dem Luger-Haus rechts.

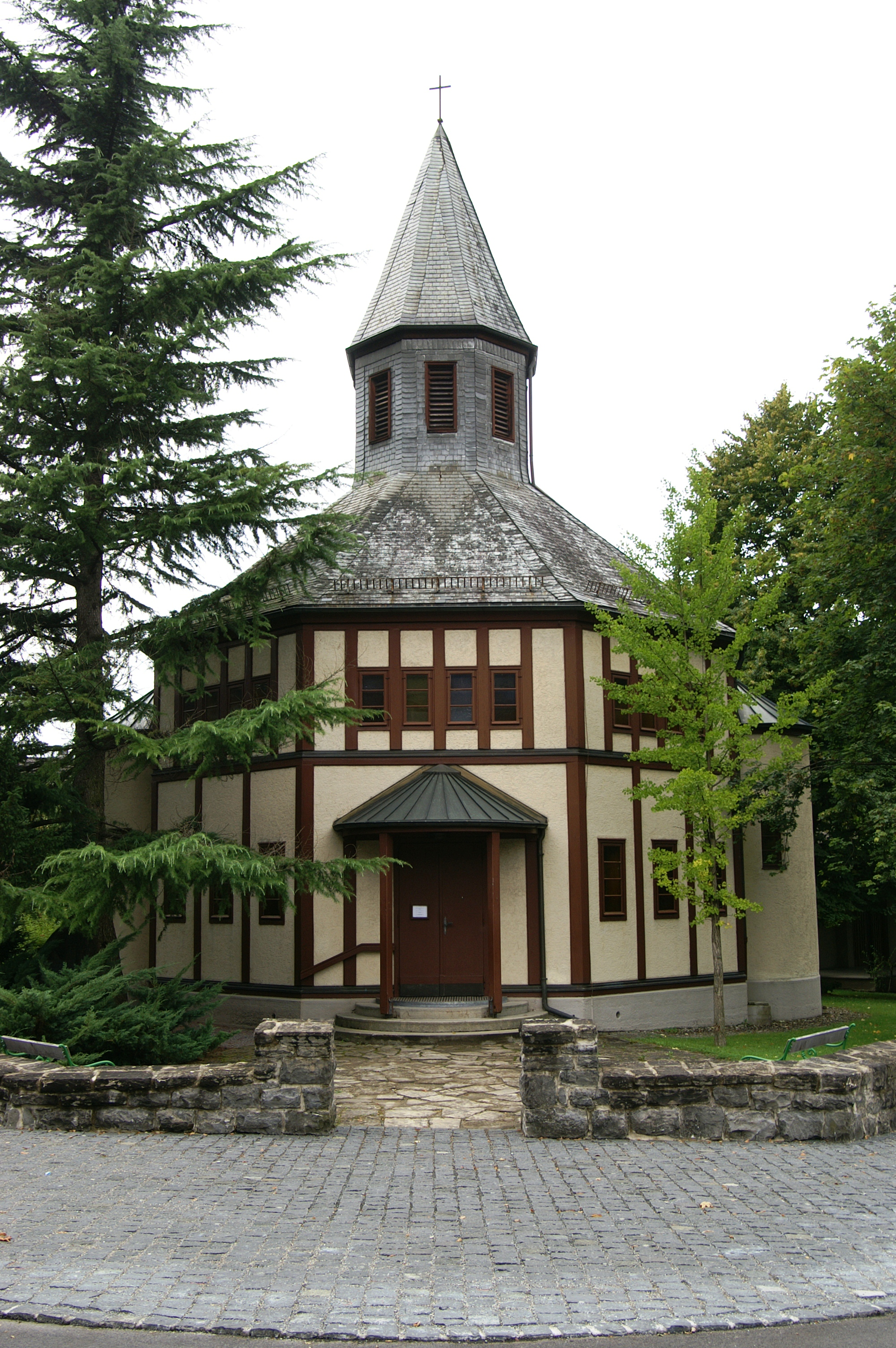
Die Evangelische Kirche.

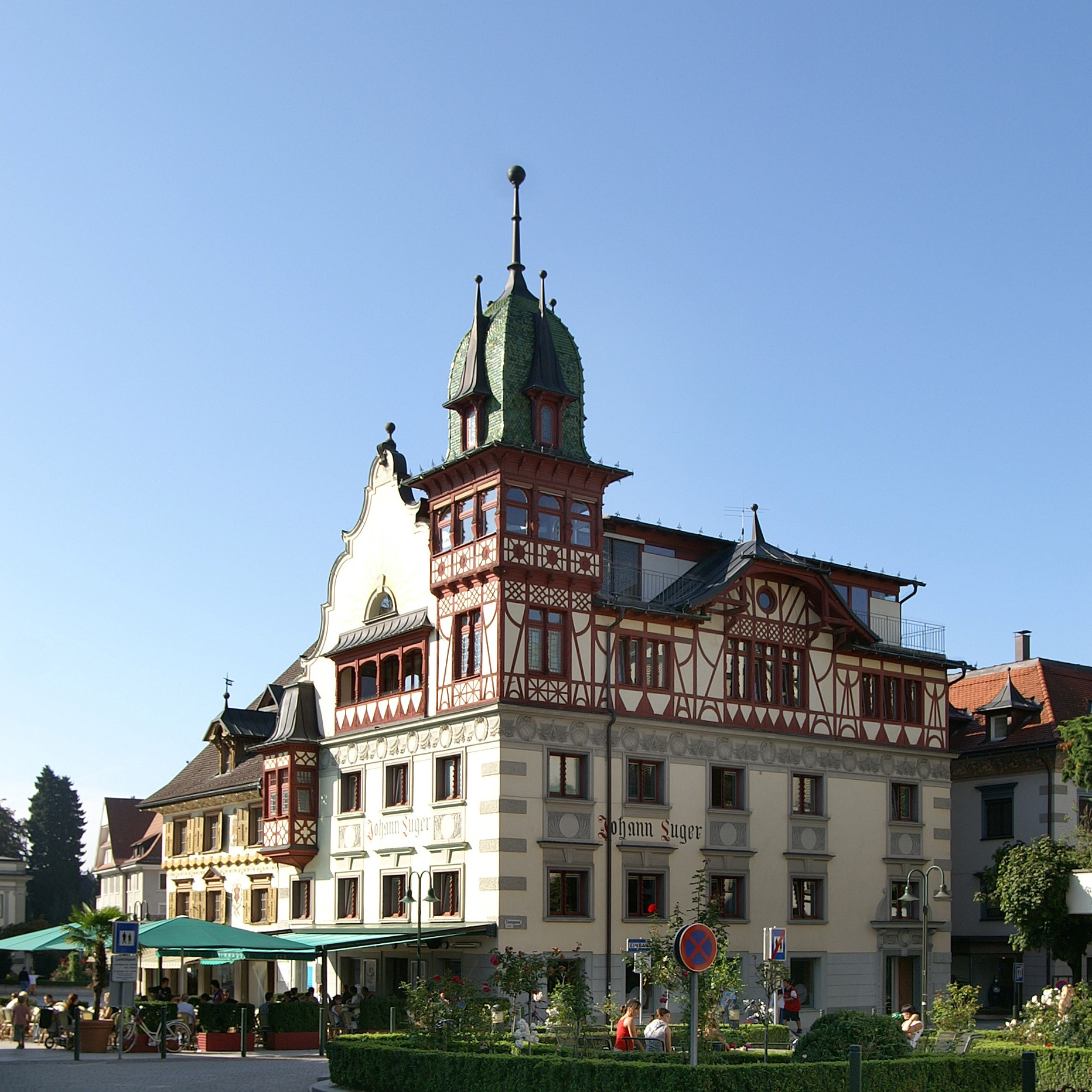
Luger-Haus am Marktplatz.

### Kirchen
Stadtpfarrkirche St. Martin (1839–1840)
Diese Kirche wird im Volksmund auch „Dorfer- oder Markterkirche“ genannt. Die St. Martins-Kirche wird 1130 erstmals erwähnt und die jetzige Kirche stellt mindestens den 5. Bau an dieser Stelle dar. In der heutigen Form wurde die Kirche vom Staatsbaumeister Martin Ritter von Kink in den Jahren 1839 bis 1840 erbaut und stellt einen Verschnitt dar aus Klassizismus und Historizismus (als bedürfe der Klassizismus bereits nach wenigen Jahren einer historischen Aufarbeitung). Es ist ein Bau mit Rundapsis und frei stehendem Ostturm mit Giebelspitzhelm.
Der Bau wirkt auch nach mehr als 150 Jahren noch als Fremdkörper, wenn man die kleinpartiellierten Einheiten seiner Umgebung berücksichtigt. Auch steht die Kirche im Gegensatz zur regionalen Baustruktur. 1967 bis 1969 wurde die Kirche vom Architekten Emil Steffann aus Bad Godesberg umgestaltet. 1999 wurde die Seitenkapelle unter Leitung des Architekten Wolfgang Ritsch renoviert. Der Kapelle wurde dabei ein Glaskubus angebaut, welcher Transparenz gewährt und zum Verweilen einlädt.
Franziskanerkloster Hl. Josef (1893–1894)
Dieser einfache Saalbau unter Satteldach im Stadtzentrum wurde vom Fabrikanten und Landeshauptmann von Vorarlberg Adolf Rhomberg begründet. Das Kloster war über lange Zeit ein Kapuzinerkloster und wird auch heute noch umgangssprachlich so bezeichnet. Seit Anfang des 21. Jahrhunderts wurde es allerdings von polnischen Franziskanern übernommen, nachdem die mit Nachwuchssorgen kämpfenden Kapuziner das Kloster aufgeben mussten.
Das Altarbild zeigt zum einen den Hl. Josef mit Kapuzinern als Helfer im Tod sowie auch weltliche Figuren wie Kaiser Franz Joseph I. und den Klostergründer Adolf Rhomberg mit seiner Frau Anna (geb. Kogler).
Evangelische Kirche (1930–1931)
Der protestantische Kirchenbauer Otto Bartning hat in seiner frühen Schaffensperiode drei Kirchen in Österreich gebaut: In der Dornbirner Kirche ist bereits der Expressionismus überwunden. Außen stellt sie sich als überaus schlichter Bau auf achteckigem Grundriss dar, innen besitzt sie jedoch einen sehr intensiv und konzentriert wirkenden Raum, der durch die ausschließliche Verwendung von Holz, den oktogonalen Grundriss und die umlaufende Galerie ebenso unerwartet intim wirkt.

### Bauten
Rotes Haus (1639)
An der Stelle des ehemaligen Dornbirner Pfarrhofs am Marktplatz erbauten im Jahr 1639 Michael Danner und Verena Rhomberg den Gasthof „Zum Engel“. Nach einer Veränderung im Jahre 1734 ließ es im Jahr 1954/55 der Nachfahre der Erbauer, August Rhomberg renovieren.
Geschäftshaus Johann-Luger (1901–1902)
Hanns Kornberger (* 1868; † 1933) übernimmt für das Confections- und Modewarenhaus Johann Luger am Marktplatz Elemente der deutschen bürgerlichen Baukunst vor dem Ersten Weltkrieg.
An diesem Umbau des Jugendstilarchitekten zeigt sich deutlich, wie eng Jugendstil und Nationalromantik in Vorarlberg verbunden waren. Beide Stile wurden von einem liberal-deutschnationalen Bürgertum getragen.

Rheintalhaus Klostergasse 1
Das Beispiel eines ursprünglichen Bauernhofes in Dornbirn wurde um 1700 in Kopfbaustrickweise errichtet.
Bahnhofstraße
Diese anfangs straßenartige Verlängerung des Marktplatzes nimmt nach einer scharfen Rechtskurve einen geraden, leicht fallenden Verlauf mit vorwiegend einzelstehenden, späthistoristischen dreigeschoßigen Gebäuden.
Nr. 1 und 2 – erbaut 1910–1912 von Willibald Braun
Nr. 3 – Wohn- und Geschäftshaus Josef Luger; erbaut 1911 von Hanns Kornberger
Nr. 7 – romantische Backsteinvilla in parkartigem Garten; erbaut 1902 vom Architekten Julius Rhomberg
Nr. 11 – dieses späthistoristische, repräsentative ehemalige Hotel wurde Ende des 19. Jahrhunderts erbaut vom Dornbirner Jugendstil-Architekten Hanns Kornberger
Wirtschaftsförderungsinstitut (1966–1970, 2008)
Dieses Gebäude von Ernst Hiesmayr in der Bahnhofstraße hat für Außenstehende eine nicht leicht durchschaubare Funktion: Schule, Verwaltungsbau, Veranstaltungszentrum und Werkstattgebäude sind hier unter einem Dach.
Der Architekt hat versucht, diese unterschiedlichen Funktionen in ein Gebäude zu verpacken, das einerseits das große Volumen geschickt in die kleinstädtische Struktur einbindet und andererseits keinen Zweifel daran aufkommen lässt, dass es sich hier um ein Institut handelt, das technische und berufsspezifische Informationen weitergibt. Im Jahr 2008 wurde ein großer Erweiterungsbau fertiggestellt, der nun die Außenansicht zur Bahnhofstraße prägt. Das Gebäude wird nun als „WIFI Campus“ bezeichnet und beherbergt neben den Einrichtungen des Wirtschaftsförderungsinstitutes auch ein Restaurant, die Regionale Geschäftsstelle des Arbeitsmarktservice, das Berufsinformationszentrum BIFO sowie ein Reisebüro und ein Papierfachgeschäft.